# Nesioneta lepida
Nesioneta lepida är en spindelart som beskrevs av Alfred Frank Millidge 1991. Nesioneta lepida ingår i släktet Nesioneta och familjen täckvävarspindlar. Inga underarter finns listade i Catalogue of Life.